# 馬榮吉
馬榮吉（1940年11月24日—1993年11月8日），已故台灣政治人物，南投縣埔里鎮人。曾任兩屆埔里鎮鎮長、一屆臺灣省議員。其女馬文君為南投縣第一選舉區選出的現任立法委員；子馬長風曾任國民大會代表。
馬榮吉、馬文君的祖先應該是彰化縣福興鄉馬芝遴社平埔族人，於清代道光年間遷移至埔里。（出處根據：彰化縣福興鄉巴布薩族馬芝遴社平埔族人現況調查。出版日期：2000。作者：陳俊傑 撰稿。出版單位：彰化縣文化局。p.250） 
馬榮吉於1982年當選為埔里鎮鎮長，1986年連任成功，1989年當選第九屆臺灣省議員。擔任省議員期間，他曾因一場林農陳情案與同僚林宗男發生衝突，結下心結。。1993年，馬榮吉於省議員任內在花蓮幫友人站台時因病驟逝。
2009年南投縣第一選舉區立法委員缺額補選，其女馬文君與林宗男之子林耘生分別代表中國國民黨與民主進步黨參選，被視為兩個政治家族的政二代對決，最終馬文君勝選。